# Atualidade (jornal)
Atualidade foi um jornal literário brasileiro, publicado em Porto Alegre.
Fundado e dirigido por Miguel de Werna, com formato de 20 x 30 e oito páginas, impresso na Tipografia do Diário Rio-Grandense, sua primeira edição apareceu em 7 de julho de 1867. Saía aos domingos e contava com um corpo de importantes colaboradores, entre eles Apolinário Porto Alegre, José Bernardino dos Santos, Aurélio Veríssimo de Bittencourt, Hilário Ribeiro e Rita Barém de Melo. Trazia crítica literária, artigos informativos e peças de prosa e poesia, além de uma retrospectiva dos fatos da semana e uma seção com traduções de autores estrangeiros.
Teve uma recepção muito favorável não só na capital da província, mas também no interior. Foi um dos primeiros periódicos literários do Rio Grande do Sul e, a despeito de sua curta existência, publicando apenas 19 números, segundo Athos Damasceno permanece como um marco na imprensa literária gaúcha do século XIX, não só pelo renome dos seus colaboradores e pela qualidade dos trabalhos publicados, mas também por ser um núcleo em torno do qual se reuniram pela primeira vez alguns dos mais ilustres membros do lendário Partenon Literário, fundado no ano seguinte, e por cultivar alguns dos ideais que o Partenon levaria adiante com mais amplitude e profundidade, especialmente as propostas de estimular a produção autóctone, libertando-a da influência estrangeira, ampliar o público leitor e educar-lhe o gosto, e de certa forma profissionalizar a escrita, numa época em que as letras da província ainda estavam em estado embrionário e eram cultivadas amadoristicamente.